# Vaterpolski klub Lošinj
Vaterpolski klub Lošinj je vaterpolski klub iz Malog Lošinja. Utemeljen je 2001. godine.
Klupsko sjedište je na adresi Veloselska 7, Mali Lošinj.
Simbol VK Lošinja je hobotnica.

## Povijest
Klub je utemeljen 5. travnja 2001.
Do danas (stanje u travnju 2020.), klub je sudjelovao u 2. (jednu sezonu) i 3. hrvatskoj vaterpolskoj ligi, skupina Sjever.

## Klupski uspjesi
2016. Prvaci 3. HVL Skupine Rijeka
2017. Prvaci 3. HVL Skupine Rijeka
2017. Ukupni prvaci 3. HVL (pobjedom protiv VK Gusar iz Sv. Filip i Jakova)
2019. Prvaci 3. HVL Skupina Rijeka
2019. Doprvaci 3. HVL (poraz od VK Gusar)
2020. Doprvaci 3. HVL (poraz od VK Gusar)

## Vanjske poveznice
- http://www.vklosinj.com